# Sint-Helenaplevier
De Sint-Helenaplevier (Anarhynchus sanctaehelenae) is een waadvogel uit de familie van plevieren (Charadriidae). Het is een endemische vogelsoort die alleen voorkomt op het eiland Sint-Helena.

## Herkenning
De vogel is gemiddeld 15 cm lang. Deze plevier lijkt sterk op de herdersplevier (Anarhynchus pecuarius), maar de herdersplevier is kleiner. De  Sint-Helenaplevier heeft dunnere poten en een langere snavel. De vogel heeft een dikke zwarte oogstreep ("masker") net als de herdersplevier (en de meeste andere plevieren in dit geslacht), maar deze zwarte markering loopt niet geheel door achter om de nek. Verder heeft deze plevier minder roodbruin op de borst en buik dan de herdersplevier.

## Verspreiding en leefgebied
De vogel komt voor op begraasd, relatief vlak, droog terrein met korte vegetatie. Sommige populaties komen ook voor op halfwoestijnen op het eiland. De vogel foerageert op ongewervelde dieren. De vogel legt twee eieren en broedt jaarlijks eenmaal, maar bij verlies aan eieren of kuikens begint de vogel opnieuw.

## Status
Uit inventarisaties in 1988/89 bleek dat er toen ongeveer 450 exemplaren waren. In 2005/06 bleek dat de populatie was gehalveerd. De begrazing met onder andere schapen wordt minder omdat dit niet meer lonend is, daardoor neemt het leefgebied van deze plevier af. Na 2008 startte een speciaal beschermingsprogramma. Bepaalde terreinen, zoals het vliegveld, worden zodanig beheerd dat ze aantrekkelijk blijven voor deze plevier. Hierdoor nam de populatie weer toe tot 545 in 2019. Maar de vogel blijft kwetsbaar door allerlei ontwikkelingen zoals de toename van de infrastructuur, het toerisme, offroadverkeer door droge vlaktes en rondzwervende huiskatten.